# 1650'erne
Århundreder: 16. århundrede – 17. århundrede – 18. århundrede
Årtier: 1600'erne 1610'erne 1620'erne 1630'erne 1640'erne – 1650'erne – 1660'erne 1670'erne 1680'erne 1690'erne 1700'erne
År: 1650 1651 1652 1653 1654 1655 1656 1657 1658 1659
Begivenheder
- Canada bliver koloniseret af franskmændene.
- Roskildefreden underskrives den 26. februar 1658 i Roskilde domkirke.

Personer